# سانتيسيما أنونزياتا (فلورنسا)

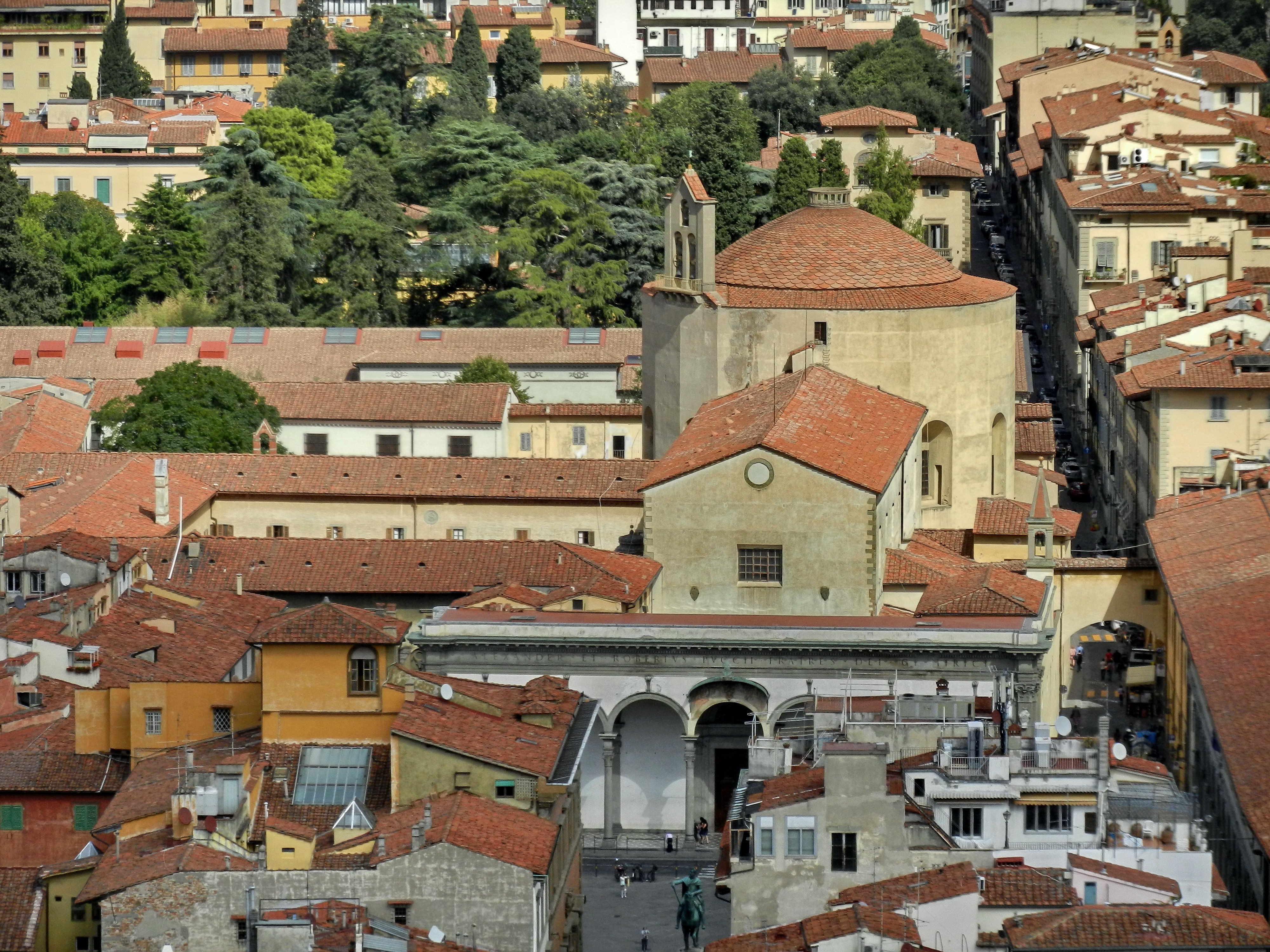
سانتيسيما أنونزياتا (فلورنسا)

كنيسة سانتيسيما أنونزياتا (بالإيطالية: Basilica della Santissima Annunziata)‏ (كنيسة البشارة الأكثر قداسة)، هي كنيسة رومانية كاثوليكية الثانوية في فلورنسا، إيطاليا، وهي الكنيسة الأم لرهبانية الخدمة. وهي تقع في الجانب الشمالي الشرقي من ساحة سانتيسيما أنونزياتا.

## أعلام
- أندريا ديل سارتو